# 胡楚爾人
胡楚爾人（烏克蘭語：гуцули）是烏克蘭的一個族群  ，居住在喀爾巴阡山脈一帶。胡楚爾人認為他們是鲁塞尼亚人的一支或烏克蘭高地人的一支。